# Administration of Justice Act
Il Administration of Justice Act (in italiano Legge sull'Amministrazione della Giustizia), popolarmente conosciuta come Monkey Act (in italiano Legge sulle Scimmie o Murder Act (in italiano Legge sugli Omicidi), fu un provvedimento del Parlamento britannico (14 Geo. 3 c. 39). Emanato il 20 maggio 1774, riguardava il trattamento dei funzionari britannici nella Provincia della baia del Massachusetts.
Fu una delle diverse leggi (conosciute come Leggi intollerabili) approvate dal governo britannico nel tentativo di mantenere il controllo delle colonie americane.

## Antefatti
A metà degli anni '70 del Settecento, molti cittadini che vivevano nelle colonie britanniche in America si stavano organizzando per ottenere l'indipendenza dal governo britannico.
La legge venne emanata a seguito del Boston Tea Party, quando il governo britannico stava cercando di riprendere il controllo della colonia.
Questa legge era una delle misure (comunemente denominate dagli stessi coloni "Leggi intollerabili", "Leggi punitive" o "Leggi coercitive") che mirava a rafforzare la giurisdizione della Gran Bretagna sui domini americani. Per questo motivo, rientra tra le lamentele elencate nella Dichiarazione d'indipendenza degli Stati Uniti d'America.
La legge fu vista dagli americani come il segno definitivo che non ci sarebbero stati ulteriori negoziati con il governo britannico a Londra. Il Primo congresso continentale si riunì quattro mesi dopo e la Rivoluzione Americana iniziò meno di un anno dopo l'approvazione della legge.

## Contenuto
I Coercive Acts, o Leggi intollerabili, includevano anche il Boston Port Act, il Massachusetts Government Act e il Quebec Act.
L'Administration of Justice Act consentiva al governatore nominato dal re di rimuovere qualsiasi accusa nei confronti di un funzionario regio mossa da un cittadino, qualora il governatore ritenesse che il funzionario non avrebbe avuto un processo equo. La legge era soprannominata "Murder Act" (Legge sugli Omicidi) poiché i separatisti americani credevano che i funzionari reali potessero farla franca anche in caso di crimini capitali.
Per garantire che i processi legali fossero più favorevoli alla Corona rispetto ai potenziali pregiudizi delle giurie locali, la legge concedeva il trasferimento del luogo di giudizio in un'altra colonia britannica (o in Gran Bretagna) nei processi a carico di funzionari accusati di reati derivanti dall'applicazione della legge o dalla repressione di rivolte. Inoltre, veniva richiesto ai testimoni di entrambe le parti di presenziare al processo e venivano risarcite le loro spese."

## Efficacia
La Sezione 8 stabiliva che la legge sarebbe rimasta in vigore per 3 anni. L'intera legge venne abrogata nel 1871 in quanto considerata scaduta.